# Sundals-Ryrs kyrka
Sundals-Ryrs kyrka är en kyrkobyggnad som tillhör Brålandabygdens församling i Karlstads stift. Kyrkan ligger i norra delen av Vänersborgs kommun.

## Kyrkobyggnaden
Kyrkan i nygotisk stil uppfördes åren 1903–1906 efter ritningar av arkitekt Adrian C. Peterson. 1906 invigdes kyrkan av domprost Gustav Jakobsson. Kyrkan har en stomme av sten och består av ett långhus med torn i nordväst och kor i sydost. En större restaurering genomfördes 1950 under ledning av arkitekt Axel Forssén varvid kyrkorummet fick en ljusare färgsättning än tidigare. Den återställdes emellertid 1984.
Sveriges Radios julotta 2014 sändes från kyrkan.

## Inventarier

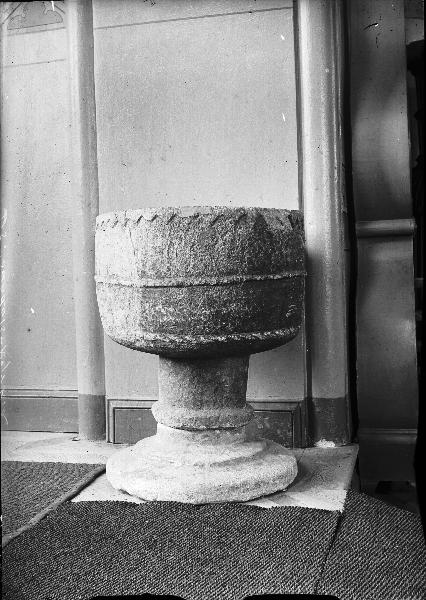
Dopfunten.

- Dopfunt av gråbrun täljsten  från 1200-talet. Höjd 78 cm i två delar. Cuppan är bägarformad och skaftet cylindriskt med en kraftig vulst. Kring den övre kanten finns ett spetsfliksmönster, kring mitten en rundstav och längst ned en repstav. Foten består av två koncentriska skivor utan ornament. Uttömningshål finns i funtens mitt. Den är svårt skadad av vittring och lagad.[3]

### Orgel
- På läktaren i väster står en orgel tillverkad 1906 av Anders Petter Loocrantz, Alingsås med en fasad ritad av kyrkans arkitekt Adrian C. Peterson. Den dispositionsförändrades 1959 av John Grönvall Orgelbyggeri, Lilla Edet. Orgeln är pneumatisk med kägellådor och har fjorton stämmor fördelade på två manualer och pedal. Den har fasta kombinationer och registersvällare. Tonomfånget är på 54/27.[4]

| Huvudverk I   | Svällverk II        | Pedal      | Koppel            |
| Borduna 16´   | Rörflöjt 8´         | Subbas 16´ | I/P               |
| Principal 8´  | Voix celeste 8´     | Oktava 4´  | II/P              |
| Gedackt 8´    | Principal 4'        |            | II/I              |
| Oktava 4'     | Flûte octaviante 4' |            | I 4'/I            |
| Oktava 2'     | Nasard 2 2/3'       |            | Melodikoppel II/I |
| Mixtur III-IV | Svegel 2'           |            |                   |
|               | Crescendosvällare   |            |                   |